# Freeman Lacus
Freeman Lacus est un lac de Titan, satellite naturel de Saturne.

## Caractéristiques
Son diamètre est de 26 km.
Le nom de ce lac a été donné en référence au lac Freeman, un lac de l'Indiana aux États-Unis.